# Seseña
Seseña ist eine Stadt in der Provinz Toledo, Kastilien-La Mancha, Spanien. 2024 hatte die Gemeinde 30.165 Einwohner. Die Entfernung nach Toledo beträgt etwa 51 km, nach Madrid knapp 48 km. Sie ist fast eine Enklave, die von Madrid umgeben wird.

## Geschichte

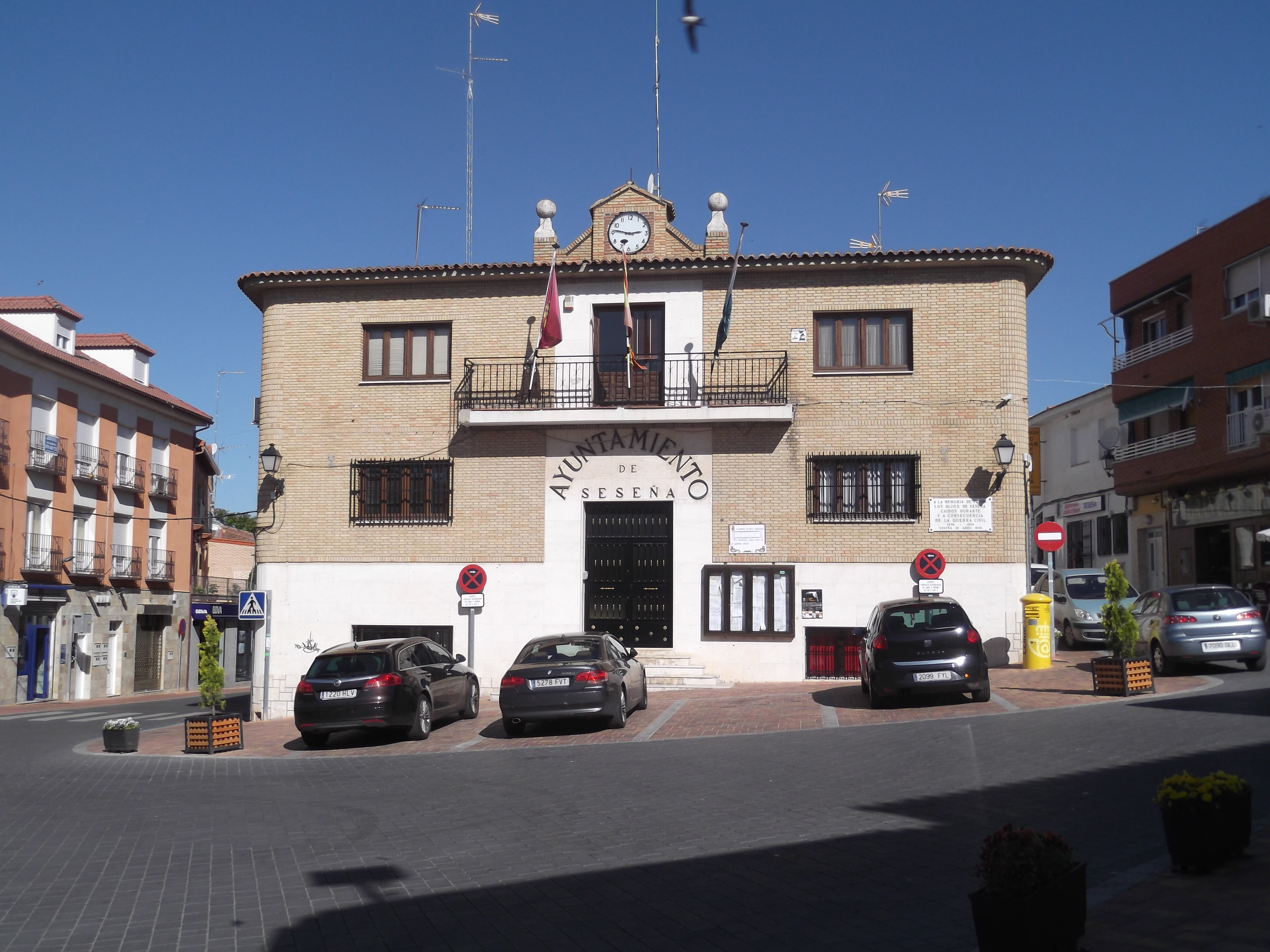
Ayto Seseña

Aufgrund seiner Nähe zu bewässerten Gebieten fand hier eine Besiedlung statt. Durch Schenkungen kam im 12. Jahrhundert das Gebiet an die Kirche. Die Stadt wurde in der Mitte des 15. Jahrhunderts bevölkert.

### Bürgerkrieg
Bei der Schlacht von Seseña wurden 1936 während des Spanischen Bürgerkriegs, nach monatelangen Kämpfen, die meisten Gebäude teilweise oder vollständig zerstört und das Gebiet von den rechtsgerichteten Putschisten des Franquismus erobert. Es wurde deshalb der Bau von Seseña Nuevo (4 km von Seseña) beschlossen.
Verschiedene Quellen sagen aus, dass die Kompanie von Capitán Paul Arman in Seseña während des Spanischen Bürgerkriegs den Gegenangriff zweier gemischter Brigaden republikanischer Infanteristen unter dem Kommanda von Enrique Líster in der Schlacht um Madrid am Morgen des 30. Oktober mit 15 sowjetischen T-26 Panzern unterstützte, allerdings durch den Einsatz von Brandflaschen, heute unter dem Begriff Molotowcocktails geläufig, von Regulares der Nationalisten zurückgeschlagen wurde. Zuvor wurde dieses Kampfmittel mit Quellen belegbar nur in den Bürger- und Interventionskriegen in Russland (1918–1922) eingesetzt.

### Residencial Francisco Hernando

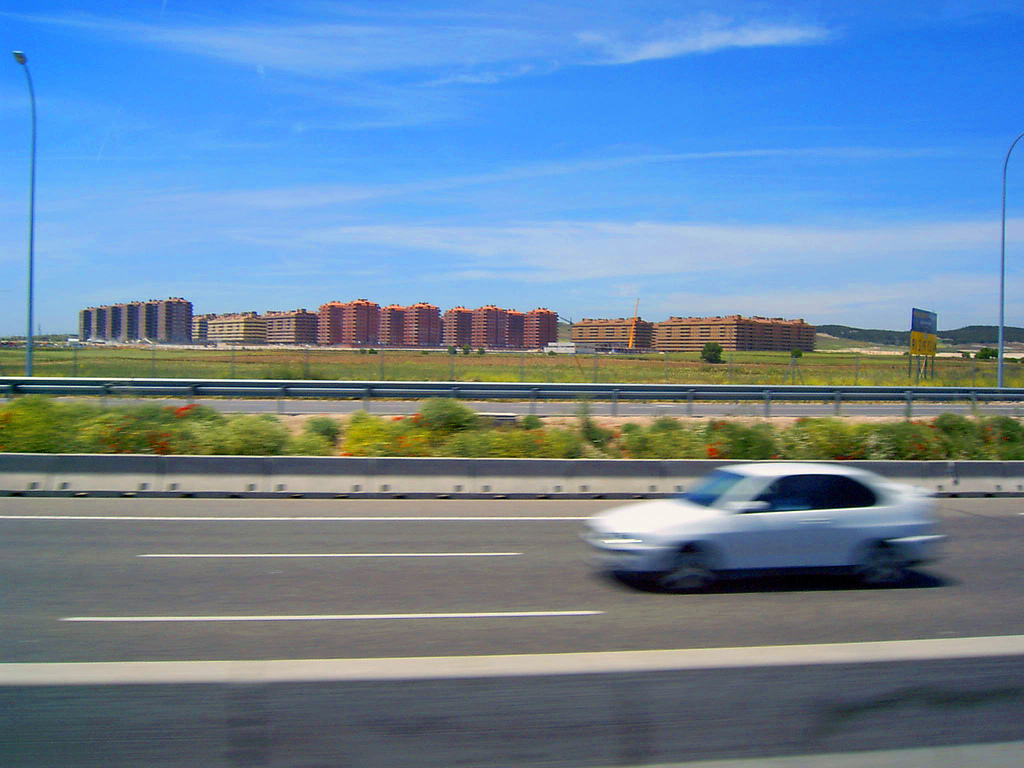
Residencial Francisco Hernando

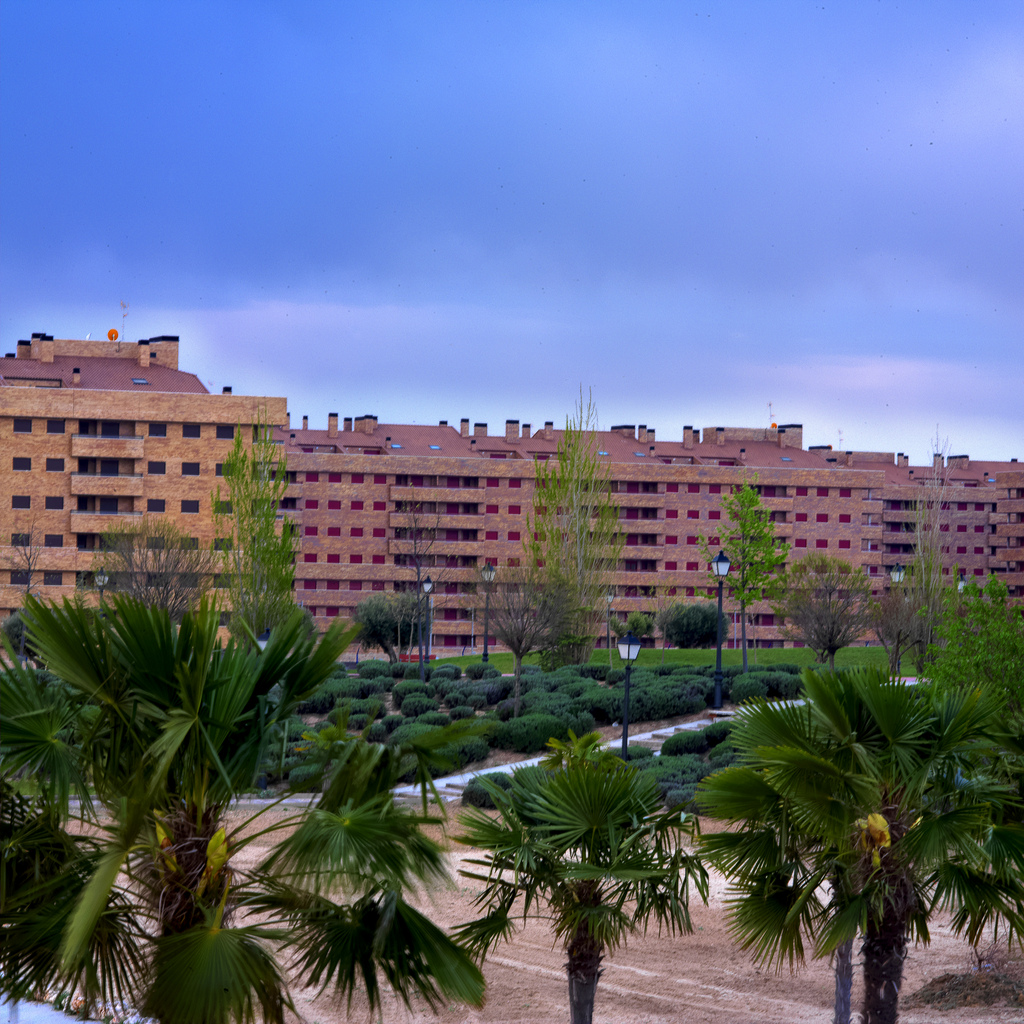
Residencial Francisco Hernando

Während der Zeit des Immobilienbooms bis 2007 wurde die Residencial Francisco Hernando auf dem El-Quiñón-Gelände mit 13.500 Wohnungen und kompletter Infrastruktur vor allem als Spekulationsobjekt geplant, von dem nur 5.122 Wohnungen fertiggestellt wurden. Namensgeber ist der Unternehmer Francisco Hernando, auch bekannt unter dem Spitznamen Paco el Pocero, der sich 2009 nach Äquatorialguinea absetzte und dort erfolglos ein Wohnbauprojekt mit 36.000 Wohnungen plante.
Unter anderem wegen der hohen Arbeitslosenquote blieb die erwartete Nachfrage aus und der nahezu unbewohnte Stadtteil glich einer Geistersiedlung. 2008 wurde die Bewohnerzahl des Stadtteils mit nur rund 750 angegeben. Grund war der noch fehlende Wasser- und Stromanschluss. Der Ausbau der Satellitensiedlung wurde vorübergehend eingestellt, ebenso der Ausbau der notwendigen Verkehrsanbindung.
 In den folgenden Jahren wurden die Wohnungen von den Eigentümern weit unter dem Spekulationspreis angeboten.
2017 wohnten circa 12.900 Einwohner in dem Satellitenstadtteil. Im Jahr 2018 hat sich die Siedlung von den Folgen der Immobilienkrise erholt. Die Vermietung war auf 95 % des Bestandes gestiegen, Schulen, Supermärkte, Bäckereien, Restaurants und weitere Dienstleistungseinrichtungen wurden eröffnet. Ein Linienbus verbindet die Siedlung im Stundentakt mit Madrid.
Obwohl ihm seine Eltern nur eine Kindheit in extremer Armut bieten konnten, ließ Hernando in der Satellitenstadt von ihnen eine überdimensionale Statue aufstellen.

### Großbrand
Im Mai 2016 wurde wegen eines Brandes in der naheliegenden, rund 110.000 m² großen Autoreifen-Deponie ein Stadtteil mit rund 1000 Bewohnern evakuiert. Hubschrauber unterstützten die Löscharbeiten auf der illegalen Deponie, die rund fünf Millionen Altreifen umfasste.